# Artemisia brachyphylla
Artemisia brachyphylla — вид квіткових рослин з родини айстрових (Asteraceae). Поширення: Монголія, північний Китай, Корея. Населяє субальпійські луки, лісостепи, кам'янисті схили, лісові узлісся, узбіччя доріг, чагарники.

## Біоморфологічна характеристика
Це багаторічна трав'яниста рослина заввишки 30–70 см, густо-сіро павутинисто запушена. Листя ± сидяче. Нижні листки овально-еліптичні або овально-довгасті за контуром, 2-перисто-роздільні. Середні стеблові листки: листова пластинка еліптична або довгаста, 4.5–6.5 × 3.5–4.5 см, знизу густо сіро повстяна, зверху рідко павутинисто запушена, 1(або 2)-перисто-роздільна; сегменти (2 або)3 або 4 пари, еліптичні, 1.5 × 0.3–0.5 мм. Найбільш верхнє листя та листоподібні приквітки 3- або 5-роздільні або цілокраї. Синцвіття — вузька волоть. Обгортка майже куляста або широко куляста, 2.5–4 мм у діаметрі; філарії павутинисто запушені. Крайових жіночих квіточок 4–6. Дискових квіточок 6–10, двостатеві. Сім'янка оберненояйцеподібна або довгасто-оберненояйцеподібна. Цвітіння та плодіння: серпень — жовтень.